# よゐこらぼ
よゐこらぼ（よいこらぼ）フジテレビONEで放送されているバラエティ番組である。
シーズン4からは「キン肉マン専門番組 キン肉マサル」として放送される予定。
シーズン1が2014年12月21日から2016年1月21日に放送され、シーズン2が2016年4月19日から2021年12月24日に放送され、シーズン3が2022年11月1日から2024年3月25日まで放送され、シーズン4が2024年10月31日より放送開始予定。

## 概要
『よゐこの企画案』、『よゐことくばん』、『よゐこLOVE』の後継番組である。
シーズン1では、よゐこの二人と企業がコラボして、商品開発を行うことをテーマとしている。番組の流れとしては、まずは訪問先企業の業務内容を紹介し、次にコラボ商品の企画提案を行う形式となっている。「よゐこらぼ」の「らぼ」は、実験室の「ラボ」、企業とのコラボの「ラボ」にかけられており、前作『よゐこLOVE』を文字った意味合いもある。
シーズン2では、番組タイトルが、よゐこらぼ2となり、毎回テーマに沿って濱口DJの選曲を紹介する新企画よゐこのパーリナイ DJ濱口 with 有野がメインとなった。企業とのコラボについても継続されるとの番組内での告知があったものの、メインはDJ企画だけとなった。
シーズン3では、番組タイトルが、よゐこらぼ3となり、湯師濱口が見習い有野とともに正しいお風呂の入り方と整え方をグラビアアイドルにレクチャーする企画お風呂に入らないアイドル達　湯師濱口 with 見習い有野がメイン企画。スピンオフ番組のよゐこ風呂をリニューアルさせた企画になっている、#6の冒頭でフジテレビ関係のスタッフが収録に来ていないため最小人数で収録している事が分かった。

## 出演
- よゐこ
  - 濱口優
  - 有野晋哉

## 放送内容

### シーズン1
| 回    | 初回放送       | 訪問先企業                                    | 企画                                   | 実現化商品                     |
| ----- | -------------- | --------------------------------------------- | -------------------------------------- | ------------------------------ |
| 第1回 | 2014年12月21日 | 奇譚クラブ                                    | カプセルトイ                           | なし                           |
| 第2回 | 2015年2月25日  | 株式会社アイコ                                | パーティーグッズ                       | ウンチャク                     |
| 第2回 | 2015年2月25日  | バンダイ                                      | カプセルトイ                           | ガチャポン袋綴を開ける伝説の剣 |
| 第3回 | 2015年4月28日  | 面白てぃしゃつ屋 （株式会社アートヴィレッヂ） | Tシャツ                                | Tシャツ（2種類）               |
| 第4回 | 2015年6月27日  | デアゴスティーニ                              | 分冊百科                               |                                |
| 第5回 | 2015年8月18日  | タカラトミー                                  | トミカ                                 | 天丼車・足型車                 |
| 第6回 | 2015年11月23日 | 江崎グリコ                                    | グリコのおまけ                         | なし                           |
| 第7回 | 2016年1月21日  | ヴィレッジバンガード                          | ヴィレッジヴァンガード・オリジナル商品 | なし                           |

- 第1回では、「コップのフチ子を超えるような企画を!」との趣旨であったが、商品化が実現した企画はゼロであった。
- 第2回では、バンダイとカプセルトイの企画会議をし、その後、株式会社アイコとも会議を行った結果、ヌンチャクにうんちの形をしたパーツをとりつけたウンチャクが笑い袋で知られる株式会社アイコに認められて試作段階となった。
- 第3回では、よゐこが発案したデザインTシャツが成田空港内の 面白てぃしゃつ屋 にて発売予定となった。有野がデザインしたへのへのもへじTシャツ、濱口デザインの表が湯飲みで裏がYou Know me?とプリントされた2種類が実際に販売されることとなった。そして、ウンチャクが原価が高くついたために商品化には至っていない旨が報告された。
- 第4回では、面白てぃしゃつ屋の店舗にてTシャツを実際に販売し、第2回でのバンダイとの打ち合わせから、よゐこ X バンダイブランドとして「袋とじをあけるやつ」等の試作品が公表された。また、ウンチャクの試作開発段階について改善の報告もあった。そして、デアゴスティーニとのコラボでは、「週刊ショッカーのアジト」が実用化検討段階となった。
- 第5回では、トミカの企画案が検討段階となった。そして、バンダイとのガチャポン企画であるよゐこらぼ 袋綴を開ける伝説の剣 全5種セットが2015年9月より発売開始である旨が告知された[3]。また、ウンチャクであるが、1,000個生産の場合には原価が1,972円、2,000個の場合には1,808円となり、今後はニーズを調査しつつ、生産数を検討していくこととなった。さらに面白てぃしゃつ屋にて販売したTシャツであるが、販売2ヶ月を経過し、149枚を販売し、37万1,010円の販売額であったことも報告された。
- 第6回では、トミカの天丼車と足型車の試作品が番組冒頭で紹介され、面白てぃしゃつ屋でのTシャツの売上が5ヶ月で合計123万5千40円となったことが報告された。
- 第7回では、ヴィレッジヴァンガード・オリジナル商品を企画し、出川のリアクション・カレー等が商品化検討段階となった。ウンチャクのヴィレッジヴァンガードでの販売も検討された。そして、面白てぃしゃつ屋にて販売したTシャツであるが、販売7ヶ月で、179万310円の販売額を記録し、来る春夏ものの新作企画も決定した。

### シーズン2
| 回     | 初回放送       | タイトル                                                  | 備考             |
| ------ | -------------- | --------------------------------------------------------- | ---------------- |
| 第8回  | 2016年4月19日  | おニャン子クラブパーリナイ!                               | コラボ企画は無し |
| 第9回  | 2016年5月10日  | おニャン子クラブパーリナイ!延長戦!!                       | コラボ企画は無し |
| 第10回 | 2016年6月28日  | 青春のバンドブーム編                                      | コラボ企画は無し |
| 第11回 | 2016年8月8日   | 80年代男性アイドルグループでパーリナイ!                   | コラボ企画は無し |
| 第12回 | 2016年10月30日 | 80年代女性アイドルグループでパーリナイ!                   | コラボ企画は無し |
| 第13回 | 2017年2月25日  | タツノコアニソン                                          | コラボ企画は無し |
| 第14回 | 2017年4月18日  | おニャン子クラブパーリナイ!3                              | コラボ企画は無し |
| 第15回 | 2017年6月18日  | 少年ジャンプアニソン                                      | コラボ企画は無し |
| 第16回 | 2017年10月11日 | 超人気プロデューサーソング                                | コラボ企画は無し |
| 第17回 | 2017年12月25日 | 1987年ヒットソングでパーリナイ！                          | コラボ企画は無し |
| 第18回 | 2018年3月24日  | 80年代懐かし音楽チャートでパーリナイ                      | コラボ企画は無し |
| 第19回 | 2018年5月23日  | 人気シリーズ80年代ヒットチャートでパーリナイ              | コラボ企画は無し |
| 第20回 | 2018年8月25日  | 欽ちゃんファミリーソングでパーリナイ!!!                   | コラボ企画は無し |
| 第21回 | 2018年10月31日 | 1985年ヒットチャートでパーリナイ！                        | コラボ企画は無し |
| 第22回 | 2019年1月27日  | オレたちひょうきん族パーリナイ                            | コラボ企画は無し |
| 第23回 | 2019年3月23日  | 東映特撮ヒーローパーリナイ!                               | コラボ企画は無し |
| 第24回 | 2019年5月23日  | ロボットアニメでパーリナイ!                               | コラボ企画は無し |
| 第25回 | 2019年8月29日  | 90年代ジャニーズパーリナイ!                               | コラボ企画は無し |
| 第26回 | 2019年10月21日 | 藤子不二雄アニメソングでパーリナイ!                       | コラボ企画は無し |
| 第27回 | 2019年12月24日 | BOØWYパーリナイ                                           | コラボ企画は無し |
| 第28回 | 2020年2月26日  | ザ・ブルーハーツでパーリナイッ!!                          | コラボ企画は無し |
| 第29回 | 2020年7月1日   | 昭和仮面ライダーでパーリナイ！！                          | コラボ企画は無し |
| 第30回 | 2020年8月30日  | 「つんく♂」ソングパーリナイ！                             | コラボ企画は無し |
| 第31回 | 2020年10月30日 | ジュンスカでパーリナイッ！                                | コラボ企画は無し |
| 第32回 | 2020年12月17日 | UNICORNでパーリナイッ！                                   | コラボ企画は無し |
| SP1    | 2021年3月20日  | よゐこらぼ The Live                                       | コラボ企画は無し |
| 第33回 | 2021年3月30日  | 小泉今日子パーリナイ                                      | コラボ企画は無し |
| SP2    | 2021年4月20日  | 春の特別版 祝！アニソンデビュー50周年！水木一郎パーリナイ | コラボ企画は無し |
| 第34回 | 2021年6月24日  | チェッカーズでパーリナイッ！                              | コラボ企画は無し |
| 第35回 | 2021年8月30日  | とんねるずでパーリナイッ！                                | コラボ企画は無し |
| 第36回 | 2021年10月26日 | 1988年以降のとんねるずでパーリナイッ！                    | コラボ企画は無し |
| 第37回 | 2021年12月24日 | スポーツアニメでパーリナイッ！                            | コラボ企画は無し |

- 第8回・第9回ともに、おニャン子クラブをテーマに、濱口がDJとして選曲し、おニャン子クラブについての思い出を語った。第10回はその80年代バンドブーム編。第11回・第12回・第13回・第14回も同様。
- レコード及びCD紹介時、ジャケット写真の使用料が発生することがあるため、ポニーキャニオンなどのディスクジャケットは写さず放送している。
- 紹介する曲が、ディスクの経年劣化や傷などにより再生できない場合は、収録中にスタッフがレンタルCD店に借りに行くことがある。その際は、年代順の曲紹介が順不同となった。

### シーズン3
| 回    | 初回放送       | 放送時間    | グラビアアイドル         | 備考           |
| ----- | -------------- | ----------- | ------------------------ | -------------- |
| 第1回 | 2022年11月1日  | 0:00 - 1:00 | 高梨瑞樹、鶴祀眞歩       |                |
| 第2回 | 2022年12月16日 | 1:30 - 2:30 | 新田ゆう                 |                |
| 第3回 | 2023年2月25日  | 1:30 - 2:30 | 立花紫音、桜りん         |                |
| 第4回 | 2023年3月27日  | 1:00 - 2:00 | 石井ひなこ、竹川由華     |                |
| 第5回 | 2023年9月29日  | 2:00 - 3:00 | 岡山の愛ちゃん、石原由希 |                |
| 第6回 | 2023年12月1日  | 2:00 - 3:00 | 澄田綾乃                 |                |
| 第7回 | 2024年1月26日  | 1:00 - 2:00 | 比留川マイ、桜りん       |                |
| 第8回 | 2024年3月25日  | 0:55 - 1:55 | 天羽結愛、イ・リン       | 事実上の最終回 |

- 7月31日に#9が予定されていたが放送されずに番組自体が終了した。

### シーズン4
| 回    | 初回放送       | 放送時間      | 企画内容                                                              | 備考 |
| ----- | -------------- | ------------- | --------------------------------------------------------------------- | ---- |
| 第1回 | 2024年10月31日 | 0:30 - 1:30   | キン肉マンを1巻から読もう！ キン肉マン超人散歩 予告                   |      |
| 第2回 | 2024年11月29日 | 23:00 - 24:00 | キン肉マン超人散歩 ラーメンマンとカレクックのラーメンとカレーだけ散歩 |      |
| 第3回 | 2024年12月22日 | 23:00 - 24:00 | キン肉マン超人散歩 ラーメンマンとカレクックのラーメンとカレーだけ散歩 |      |